# Coupe de l'AFC 2015
 (septembre 2020).
Si vous disposez d'ouvrages ou d'articles de référence ou si vous connaissez des sites web de qualité traitant du thème abordé ici, merci de compléter l'article en donnant les références utiles à sa vérifiabilité et en les liant à la section « Notes et références ».
Navigation
Édition précédente Édition suivante
La Coupe de l'AFC 2015 est la 12e édition de la Coupe de l'AFC, se jouant entre des clubs de nations membres de la Confédération asiatique de football (AFC).
Les équipes se sont qualifiées par le biais de leur championnat respectif ou en remportant leur coupe nationale. L'ensemble des pays concernés engage deux représentants (le champion et le vainqueur de la Coupe, ou le deuxième du championnat en cas de doublé), excepté le Laos, le Kirghizistan, le Népal, le Yémen et le Bangladesh qui n'en ont qu'un seul.
La finale est inattendue puisqu'elle met aux prises les Malais de Johor Darul Takzim FC face au club d'Istiqlol Douchanbé du Tadjikistan. Ces deux équipes ont atteint la finale en raison de la suspension par la FIFA des équipes koweïtiennes, qu'elles devaient rencontrer en demi-finale. C'est le premier titre international pour un club de Malaisie tandis qu'Istiqlol atteint sa deuxième finale internationale après son titre en Coupe du président de l'AFC 2012. Johor met fin au règne du football koweïtien sur la compétition puisque le Koweït avait vu un de ces clubs remporter les trois dernières éditions.

## Participants
| Phase de groupes | Phase de groupes |
| Asie de l'Ouest (Groupes A-D) | Asie de l'Est (Groupes E-H) |
| --- | --- |
| - Riffa Club - Champion de Bahreïn 2013-2014 - Al Shorta Bagdad - Champion d'Irak 2013-2014 - Arbil SC - Vice-champion d'Irak 2013-2014 - Al-Wihdat Amman - Champion de Jordanie 2013-2014 - Al-Jazira Amman - 3e du championnat de Jordanie 2013-2014 - Qadsia SC - Champion du Koweït 2013-2014 - Koweït SC - Vainqueur de la Coupe du Koweït 2013-2014 - Nejmeh SC - Champion du Liban 2013-2014 - Al-Nahda Club - Champion d'Oman 2013-2014 - Taraji Wadi Al-Nes - Champion de Palestine 2013-2014 - Al-Wahda Damas - Champion de Syrie 2014 - Istiqlol Douchanbé - Champion du Tadjikstan 2014 | - South China AA - Champion de Hong Kong 2013-2014 - Kitchee SC - Vainqueur du play-off pour la Coupe de l'AFC 2015 - Bengaluru FC - Champion d'Inde 2013-2014 - East Bengal Club - Vice-champion d'Inde 2013-2014 - Persib Maung Bandung - Champion d'Indonésie 2014 - Persipura Jayapura - Vice-champion d'Indonésie 2014 - Lao Toyota FC - Vice-champion du Laos 2014 - Johor Darul Ta'zim FC - Pahang FA - Vainqueur de la Coupe de Malaisie 2014 - New Radiant - Champion des Maldives 2014 - Yadanarbon FC - Champion de Birmanie 2014 - Ayeyawady United FC - Vainqueur de la Coupe de Birmanie 2014 - Global FC - Champion des Philippines 2014 - Warriors FC - Champion de Singapour 2014 - Balestier Khalsa FC - Vainqueur de la Coupe de Singapour 2014 |
| Second tour de barrage | |
| Asie de l'Ouest | Asie de l'Est |
| - Al Hidd Club - 3e du championnat de Bahreïn 2013-2014 - Salam Zgharta - Vainqueur de la Coupe du Liban 2013-2014 - Al Jaish Damas - Vainqueur de la Coupe de Syrie 2014 - Fanja Club - Vainqueur de la Coupe d'Oman 2013-2014 | - Maziya SRC - Vainqueur de la Coupe des Maldives 2014 - Ceres FC - Vainqueur de la Coupe des Philippines 2014 |
| Premier tour de barrage | |
| Asie de l'Ouest | Asie de l'Est |
| - Dordoi Bichkek - Champion du Kirghizistan 2014 - Hilal Al-Quds - Vainqueur de la Coupe de Palestine 2013-2014 - Khayr Vahdat FK - Vice-champion du Tadjikstan 2014 - FK Altyn Asyr - Champion du Turkménistan 2014 - FK Ahal Änew - Vainqueur de la Coupe du Turkménistan 2014 - Al Saqr Ta'izz - Champion du Yémen 2013-2014 - Manang Marsyangdi Club - 1er de groupe lors de la Coupe du président de l'AFC 2014 - Sheikh Russell KC - 1er de groupe lors de la Coupe du président de l'AFC 2014                                                                                                | Aucun club |

## Calendrier
| Tour             | Nom                                             | Date aller                          | Date retour                       | Équipes participantes |                  |
| Phase de groupes | Phase de groupes                                | Phase de groupes                    | Phase de groupes                  | Phase de groupes      | Phase de groupes |
| ---------------- | ----------------------------------------------- | ----------------------------------- | --------------------------------- | --------------------- | ---------------- |
| 1-6              | Journées 1 et 5 Journées 2 et 6 Journées 3 et 4 | 24-25 février 10-11 mars 17-18 mars | 11-12 mai 28-29 avril 14-15 avril | 32                    |                  |
| Phase finale     |                                                 |                                     |                                   |                       |                  |
| 1                | Huitièmes de finale                             | 13-14 mai                           | 13-14 mai                         | 16                    |                  |
| 2                | Quarts de finale                                | 25-26 aout                          | 15–16 septembre                   | 8                     |                  |
| 3                | Demi-finale                                     | 29-30 septembre                     | 21-22 octobre                     | 4                     |                  |
| 4                | Finale                                          | 31 octobre                          | 31 octobre                        | 2                     |                  |

## Barrages

### Premier tour
| Équipe 1      | Résultat | Équipe 2                  |
| ------------- | -------- | ------------------------- |
| Ahal Änew     | 1 – 0    | Dordoi Bishkek            |
| Altyn Asyr    | 0 – 1    | Al-Saqr                   |
| Khayr Vahdat  | 1 – 0    | Sheikh Russell KC         |
| Hilal Al-Quds | 3 – 0    | Manang Marsyangdi forfait |

### Second tour
| Équipe 1       | Résultat      | Équipe 2        |
| -------------- | ------------- | --------------- |
| Fanja Club     | 2 – 3         | Ahal Änew       |
| Al-Hidd Club   | 2 – 1         | Al-Saqr         |
| Salam Zgharta  | 3 – 0         | Khayr Vahdat FK |
| Al Jaish Damas | 0 – 0 5-4 tab | Hilal Al-Quds   |
| Maziya SRC     | 1 – 0         | Ceres FC        |

## Phase de groupes
Légende des classements
- Qualifié pour les huitièmes de finale

Légende des résultats
- Victoire à domicile
- Match nul
- Victoire à l'extérieur

### Groupe A
| Rang | Équipe               | Pts | J | G | N | P | Bp | Bc | Diff |  | Résultats (▼ dom., ► ext.) |     |     |     |     |
| ---- | -------------------- | --- | - | - | - | - | -- | -- | ---- |  | -------------------------- | --- | --- | --- | --- |
| 1    | Al-Wihdat Amman      | 13  | 6 | 4 | 1 | 1 | 16 | 3  | +13  |  | Al-Wihdat Amman            |     | 0-1 | 4-0 | 5-1 |
| 2    | Al-Wahda Damas       | 11  | 6 | 3 | 2 | 1 | 8  | 4  | +4   |  | Al-Wahda Damas             | 1-1 |     | 1-2 | 3-1 |
| 3    | Al-Nahda Muscat Club | 7   | 6 | 2 | 1 | 3 | 7  | 11 | -4   |  | Al-Nahda Muscat Club       | 0-3 | 0-0 |     | 4-1 |
| 4    | Salam Zgharta        | 3   | 6 | 1 | 0 | 5 | 5  | 18 | -13  |  | Salam Zgharta              | 0-3 | 0-2 | 2-1 |     |

### Groupe B
| Rang | Équipe             | Pts | J | G | N | P | Bp | Bc | Diff |  | Résultats (▼ dom., ► ext.) |     |     |     |     |
| ---- | ------------------ | --- | - | - | - | - | -- | -- | ---- |  | -------------------------- | --- | --- | --- | --- |
| 1    | Al Shorta Bagdad   | 9   | 6 | 2 | 3 | 1 | 14 | 7  | +7   |  | Al Shorta Bagdad           |     | 4-0 | 6-2 | 2-2 |
| 2    | Al-Jazeera Amman   | 9   | 6 | 2 | 3 | 1 | 6  | 7  | -1   |  | Al-Jazeera Amman           | 1-1 |     | 2-0 | 1-0 |
| 3    | Taraji Wadi Al-Nes | 6   | 6 | 1 | 3 | 2 | 6  | 11 | -5   |  | Taraji Wadi Al-Nes         | 1-0 | 1-1 |     | 1-1 |
| 4    | Al Hidd Club       | 5   | 6 | 0 | 5 | 1 | 6  | 7  | -1   |  | Al Hidd Club               | 1-1 | 1-1 | 1-1 |     |

### Groupe C
| Rang | Équipe             | Pts | J | G | N | P | Bp | Bc | Diff |  | Résultats (▼ dom., ► ext.) |     |     |     |     |
| ---- | ------------------ | --- | - | - | - | - | -- | -- | ---- |  | -------------------------- | --- | --- | --- | --- |
| 1    | Istiqlol Douchanbé | 11  | 6 | 3 | 2 | 1 | 7  | 6  | +1   |  | Istiqlol Douchanbé         |     | 2-0 | 1-3 | 5-2 |
| 2    | Qadsia SC          | 10  | 6 | 3 | 1 | 2 | 5  | 4  | +1   |  | Qadsia SC                  | 2-2 |     | 1-2 | 2-0 |
| 3    | Arbil SC           | 7   | 6 | 2 | 1 | 3 | 6  | 7  | -1   |  | Arbil SC                   | 0-0 | 0-1 |     | 2-3 |
| 4    | Ahal Änew          | 6   | 6 | 2 | 0 | 4 | 6  | 7  | -1   |  | Ahal Änew                  | 1-2 | 0-1 | 2-1 |     |

### Groupe D
| Rang | Équipe         | Pts | J | G | N | P | Bp | Bc | Diff |  | Résultats (▼ dom., ► ext.) |     |     |     |     |
| ---- | -------------- | --- | - | - | - | - | -- | -- | ---- |  | -------------------------- | --- | --- | --- | --- |
| 1    | Al Jaish Damas | 14  | 6 | 4 | 2 | 0 | 6  | 1  | +5   |  | Al Jaish Damas             |     | 0-0 | 1-1 | 1-0 |
| 2    | Koweït SC      | 10  | 6 | 3 | 2 | 1 | 9  | 6  | +3   |  | Koweït SC                  | 0-1 |     | 2-1 | 4-1 |
| 3    | Riffa Club     | 8   | 6 | 2 | 2 | 2 | 7  | 7  | 0    |  | Riffa Club                 | 0-1 | 2-1 |     | 2-1 |
| 4    | Nejmeh SC      | 1   | 6 | 0 | 1 | 5 | 4  | 12 | -8   |  | Nejmeh SC                  | 0-2 | 1-2 | 1-1 |     |

### Groupe E
| Rang | Équipe             | Pts | J | G | N | P | Bp | Bc | Diff |  | Résultats (▼ dom., ► ext.) |     |     |     |     |
| ---- | ------------------ | --- | - | - | - | - | -- | -- | ---- |  | -------------------------- | --- | --- | --- | --- |
| 1    | Persipura Jayapura | 16  | 6 | 5 | 1 | 0 | 17 | 4  | +13  |  | Persipura Jayapura         |     | 3-1 | 0-0 | 6-0 |
| 2    | Bengaluru FC       | 12  | 6 | 4 | 0 | 2 | 8  | 8  | 0    |  | Bengaluru FC               | 1-3 |     | 2-1 | 1-0 |
| 3    | Maziya SRC         | 7   | 6 | 2 | 1 | 3 | 7  | 6  | +1   |  | Maziya SRC                 | 1-2 | 1-2 |     | 2-0 |
| 4    | Warriors FC        | 0   | 6 | 0 | 0 | 6 | 1  | 15 | -14  |  | Warriors FC                | 1-3 | 0-1 | 0-2 |     |

### Groupe F
| Rang | Équipe                | Pts | J | G | N | P | Bp | Bc | Diff |  | Résultats (▼ dom., ► ext.) |     |     |     |     |
| ---- | --------------------- | --- | - | - | - | - | -- | -- | ---- |  | -------------------------- | --- | --- | --- | --- |
| 1    | Johor Darul Takzim FC | 15  | 6 | 5 | 0 | 1 | 11 | 3  | +8   |  | Johor Darul Takzim FC      |     | 2-0 | 4-1 | 3-0 |
| 2    | Kitchee SC            | 11  | 6 | 3 | 2 | 1 | 10 | 6  | +4   |  | Kitchee SC                 | 2-0 |     | 2-2 | 3-0 |
| 3    | East Bengal Club      | 5   | 6 | 1 | 2 | 3 | 8  | 10 | -2   |  | East Bengal Club           | 0-1 | 1-1 |     | 3-0 |
| 4    | Balestier Khalsa FC   | 3   | 6 | 1 | 0 | 5 | 3  | 13 | -10  |  | Balestier Khalsa FC        | 0-1 | 1-2 | 2-1 |     |

### Groupe G
| Rang | Équipe         | Pts | J | G | N | P | Bp | Bc | Diff |  | Résultats (▼ dom., ► ext.) |     |     |     |     |
| ---- | -------------- | --- | - | - | - | - | -- | -- | ---- |  | -------------------------- | --- | --- | --- | --- |
| 1    | South China AA | 18  | 6 | 6 | 0 | 0 | 19 | 3  | +16  |  | South China AA             |     | 3-1 | 3-0 | 3-1 |
| 2    | Pahang FA      | 8   | 6 | 2 | 2 | 2 | 11 | 10 | +1   |  | Pahang FA                  | 0-1 |     | 0-0 | 7-4 |
| 3    | Global FC      | 5   | 6 | 1 | 2 | 3 | 5  | 12 | -7   |  | Global FC                  | 1-6 | 0-0 |     | 4-1 |
| 4    | Yadanarbon FC  | 3   | 6 | 1 | 0 | 5 | 10 | 20 | -10  |  | Yadanarbon FC              | 0-3 | 2-3 | 2-0 |     |

### Groupe H
| Rang | Équipe               | Pts | J | G | N | P | Bp | Bc | Diff |  | Résultats (▼ dom., ► ext.) |     |     |     |     |
| ---- | -------------------- | --- | - | - | - | - | -- | -- | ---- |  | -------------------------- | --- | --- | --- | --- |
| 1    | Persib Maung Bandung | 12  | 6 | 3 | 3 | 0 | 10 | 5  | +5   |  | Persib Maung Bandung       |     | 3-3 | 4-1 | 1-0 |
| 2    | Ayeyawady United FC  | 10  | 6 | 2 | 4 | 0 | 13 | 9  | +4   |  | Ayeyawady United FC        | 1-1 |     | 0-0 | 4-3 |
| 3    | New Radiant          | 5   | 6 | 1 | 2 | 3 | 4  | 10 | -6   |  | New Radiant                | 0-1 | 0-3 |     | 2-1 |
| 4    | Lao Toyota FC        | 3   | 6 | 0 | 3 | 3 | 7  | 10 | -3   |  | Lao Toyota FC              | 0-0 | 2-2 | 1-1 |     |

## Tableau final

### Huitièmes de finale
| Équipe 1                   | Résultat      | Équipe 2            |
| -------------------------- | ------------- | ------------------- |
| forfait Persipura Jayapura | 0 – 3         | Pahang FA           |
| South China AA             | 2 – 0         | Bengaluru FC        |
| Istiqlol Douchanbé         | 1 – 1 4-2 tab | Al-Wahda Damas      |
| Al-Wihdat Amman            | 0 – 1         | Qadsia SC           |
| Persib Maung Bandung       | 0 – 2         | Kitchee SC          |
| Johor Darul Takzim FC      | 5 – 0         | Ayeyawady United FC |
| Al Jaish Damas             | 1 – 0         | Al-Jazira Amman     |
| Al Shorta Bagdad           | 0 – 2         | Koweït SC           |

### Quarts de finale
| Équipe 1              | Résultat | Équipe 2       | Aller | Retour |
| --------------------- | -------- | -------------- | ----- | ------ |
| Istiqlol Douchanbé    | 5 – 3    | Pahang FA      | 4 – 0 | 1 – 3  |
| Johor Darul Takzim FC | 4 – 2    | South China AA | 1 – 1 | 3 – 1  |
| Qadsia SC             | 3 – 2    | Al Jaish Damas | 3 – 0 | 0 – 2  |
| Koweït SC             | 7 – 1    | Kitchee SC     | 6 – 0 | 1 – 1  |

### Demi-finales
| Équipe 1  | Résultat | Équipe 2              | Aller | Retour |
| --------- | -------- | --------------------- | ----- | ------ |
| Qadsia SC | Annulé   | Johor Darul Takzim FC | 3 – 1 | –      |
| Koweït SC | Annulé   | Istiqlol Douchanbé    | 4 – 0 | –      |

- Le 16 octobre 2015, quatre jours avant les matchs retour, la fédération du Koweït est suspendue par la FIFA. La conséquence directe de cette décision est l'impossibilité pour les deux clubs koweïtiens encore engagés de poursuivre leur parcours en Coupe de l'AFC. Leurs adversaires en demi-finales sont donc automatiquement qualifiés pour la finale de l'épreuve.

### Finale
La finale oppose le club tadjik Istiqlol Douchanbé au club malais Johor Darul Takzim FC à Douchanbé
| 31 octobre 2015 | Istiqlol Douchanbé | 0 – 1 | Johor Darul Takzim FC | Stade Pamir, Douchanbé                       |                                              |
| 17:00           |                    |       | 23e Velázquez         | Spectateurs : 18 000 Arbitrage : Minoru Tōjō | Spectateurs : 18 000 Arbitrage : Minoru Tōjō |